# Wereldkampioenschap superbike van Jerez 2019
Het wereldkampioenschap superbike van Jerez 2019 was de zesde ronde van het wereldkampioenschap superbike en het wereldkampioenschap Supersport 2019. De races werden verreden op 8 en 9 juni 2019 op het Circuito de Jerez-Ángel Nieto nabij Jerez de la Frontera, Spanje.

## Superbike

### Race 1
| Pos | Nr | Rijder                | Constructeur | Rondes | Tijd        | Grid | Punten |
| --- | -- | --------------------- | ------------ | ------ | ----------- | ---- | ------ |
| 1   | 19 | Álvaro Bautista       | Ducati       | 20     | 33:32.300   | 2    | 25     |
| 2   | 60 | Michael van der Mark  | Yamaha       | 20     | +7.119      | 7    | 20     |
| 3   | 33 | Marco Melandri        | Yamaha       | 20     | +19.951     | 3    | 16     |
| 4   | 1  | Jonathan Rea          | Kawasaki     | 20     | +20.023     | 1    | 13     |
| 5   | 54 | Toprak Razgatlıoğlu   | Kawasaki     | 20     | +20.107     | 11   | 11     |
| 6   | 66 | Tom Sykes             | BMW          | 20     | +23.096     | 6    | 10     |
| 7   | 7  | Chaz Davies           | Ducati       | 20     | +26.834     | 12   | 9      |
| 8   | 11 | Sandro Cortese        | Yamaha       | 20     | +29.526     | 9    | 8      |
| 9   | 91 | Leon Haslam           | Kawasaki     | 20     | +29.707     | 5    | 7      |
| 10  | 21 | Michael Ruben Rinaldi | Ducati       | 20     | +31.218     | 10   | 6      |
| 11  | 28 | Markus Reiterberger   | BMW          | 20     | +31.999     | 14   | 5      |
| 12  | 76 | Loris Baz             | Yamaha       | 20     | +36.824     | 15   | 4      |
| 13  | 36 | Leandro Mercado       | Kawasaki     | 20     | +46.045     | 13   | 3      |
| 14  | 46 | Tommy Bridewell       | Ducati       | 20     | +47.804     | 16   | 2      |
| 15  | 52 | Alessandro Delbianco  | Honda        | 20     | +52.105     | 18   | 1      |
| 16  | 22 | Alex Lowes            | Yamaha       | 20     | +55.046     | 4    |        |
| 17  | 23 | Ryuichi Kiyonari      | Honda        | 20     | +55.795     | 19   |        |
| DNF | 81 | Jordi Torres          | Kawasaki     | 14     | Uitgevallen | 8    |        |
| DNF | 72 | Yuki Takahashi        | Honda        | 12     | Ongeluk     | 17   |        |

### Superpole
| Pos | Nr | Rijder                | Constructeur | Rondes | Tijd        | Grid | Punten |
| --- | -- | --------------------- | ------------ | ------ | ----------- | ---- | ------ |
| 1   | 19 | Álvaro Bautista       | Ducati       | 10     | 16:39.591   | 2    | 12     |
| 2   | 60 | Michael van der Mark  | Yamaha       | 10     | +2.743      | 7    | 9      |
| 3   | 33 | Marco Melandri        | Yamaha       | 10     | +2.954      | 3    | 7      |
| 4   | 1  | Jonathan Rea          | Kawasaki     | 10     | +4.749      | 1    | 6      |
| 5   | 66 | Tom Sykes             | BMW          | 10     | +7.443      | 6    | 5      |
| 6   | 91 | Leon Haslam           | Kawasaki     | 10     | +7.710      | 5    | 4      |
| 7   | 54 | Toprak Razgatlıoğlu   | Kawasaki     | 10     | +9.565      | 11   | 3      |
| 8   | 81 | Jordi Torres          | Kawasaki     | 10     | +11.937     | 8    | 2      |
| 9   | 11 | Sandro Cortese        | Yamaha       | 10     | +12.243     | 9    | 1      |
| 10  | 7  | Chaz Davies           | Ducati       | 10     | +12.958     | 12   |        |
| 11  | 21 | Michael Ruben Rinaldi | Ducati       | 10     | +15.062     | 10   |        |
| 12  | 46 | Tommy Bridewell       | Ducati       | 10     | +16.760     | 16   |        |
| 13  | 36 | Leandro Mercado       | Kawasaki     | 10     | +19.067     | 13   |        |
| 14  | 72 | Yuki Takahashi        | Honda        | 10     | +19.496     | 17   |        |
| 15  | 28 | Markus Reiterberger   | BMW          | 10     | +19.791     | 14   |        |
| 16  | 52 | Alessandro Delbianco  | Honda        | 10     | +27.469     | 18   |        |
| 17  | 23 | Ryuichi Kiyonari      | Honda        | 10     | +27.770     | 19   |        |
| DNF | 22 | Alex Lowes            | Yamaha       | 3      | Ongeluk     | 4    |        |
| DNF | 76 | Loris Baz             | Yamaha       | 0      | Uitgevallen | 15   |        |

### Race 2
De race, die gepland stond over een afstand van 20 ronden, werd na 17 ronden afgebroken vanwege een crash van Ryuichi Kiyonari. De race werd niet herstart; de uitslag van de race werd samengesteld op basis van de laatste sector die de coureur had voltooid. Kiyonari werd niet geklasseerd omdat hij niet binnen vijf minuten na de rode vlag de pitstraat binnenreed.
| Pos | Nr | Rijder                | Constructeur | Rondes | Tijd           | Grid | Punten |
| --- | -- | --------------------- | ------------ | ------ | -------------- | ---- | ------ |
| 1   | 60 | Michael van der Mark  | Yamaha       | 18     | 31:23.720      | 7    | 25     |
| 2   | 1  | Jonathan Rea          | Kawasaki     | 18     | +3.548         | 1    | 20     |
| 3   | 54 | Toprak Razgatlıoğlu   | Kawasaki     | 18     | +1 sector      | 11   | 16     |
| 4   | 21 | Michael Ruben Rinaldi | Ducati       | 18     | +1 sector      | 10   | 13     |
| 5   | 91 | Leon Haslam           | Kawasaki     | 18     | +1 sector      | 5    | 11     |
| 6   | 11 | Sandro Cortese        | Yamaha       | 18     | +1 sector      | 9    | 10     |
| 7   | 66 | Tom Sykes             | BMW          | 18     | +1 sector      | 6    | 9      |
| 8   | 81 | Jordi Torres          | Kawasaki     | 18     | +1 sector      | 8    | 8      |
| 9   | 76 | Loris Baz             | Yamaha       | 18     | +1 sector      | 15   | 7      |
| 10  | 46 | Tommy Bridewell       | Ducati       | 18     | +2 sectoren    | 16   | 6      |
| 11  | 36 | Leandro Mercado       | Kawasaki     | 18     | +2 sectoren    | 13   | 5      |
| 12  | 28 | Markus Reiterberger   | BMW          | 18     | +2 sectoren    | 14   | 4      |
| 13  | 72 | Yuki Takahashi        | Honda        | 18     | +2 sectoren    | 17   | 3      |
| 14  | 22 | Alex Lowes            | Yamaha       | 16     | +2 ronden      | 4    | 2      |
| NC  | 23 | Ryuichi Kiyonari      | Honda        | 17     | +1 ronde       | 19   |        |
| NC  | 19 | Álvaro Bautista       | Ducati       | 9      | +9 ronden      | 2    |        |
| DNF | 52 | Alessandro Delbianco  | Honda        | 7      | Uitgevallen    | 18   |        |
| DNF | 33 | Marco Melandri        | Yamaha       | 5      | Schade ongeluk | 3    |        |
| DNF | 7  | Chaz Davies           | Ducati       | 5      | Ongeluk        | 12   |        |

## Supersport
Glenn van Straalen werd niet geklasseerd omdat hij in de pitstraat over de finish kwam.
| Pos | Nr | Rijder                | Constructeur | Rondes | Tijd        | Grid | Punten |
| --- | -- | --------------------- | ------------ | ------ | ----------- | ---- | ------ |
| 1   | 64 | Federico Caricasulo   | Yamaha       | 19     | 32:50.971   | 2    | 25     |
| 2   | 21 | Randy Krummenacher    | Yamaha       | 19     | +0.968      | 1    | 20     |
| 3   | 16 | Jules Cluzel          | Yamaha       | 19     | +1.346      | 8    | 16     |
| 4   | 36 | Thomas Gradinger      | Yamaha       | 19     | +3.494      | 4    | 13     |
| 5   | 3  | Raffaele De Rosa      | MV Agusta    | 19     | +3.778      | 5    | 11     |
| 6   | 44 | Lucas Mahias          | Kawasaki     | 19     | +5.156      | 3    | 10     |
| 7   | 78 | Hikari Okubo          | Kawasaki     | 19     | +17.412     | 6    | 9      |
| 8   | 32 | Isaac Viñales         | Yamaha       | 19     | +18.807     | 9    | 8      |
| 9   | 94 | Corentin Perolari     | Yamaha       | 19     | +19.124     | 11   | 7      |
| 10  | 56 | Péter Sebestyén       | Honda        | 19     | +20.775     | 10   | 6      |
| 11  | 38 | Hannes Soomer         | Honda        | 19     | +26.792     | 12   | 5      |
| 12  | 84 | Loris Cresson         | Yamaha       | 19     | +29.053     | 15   | 4      |
| 13  | 86 | Ayrton Badovini       | Kawasaki     | 19     | +32.228     | 7    | 3      |
| 14  | 6  | María Herrera         | Yamaha       | 19     | +35.983     | 14   | 2      |
| 15  | 47 | Rob Hartog            | Kawasaki     | 19     | +54.011     | 19   | 1      |
| 16  | 4  | Christian Stange      | Honda        | 19     | +54.150     | 21   |        |
| 17  | 10 | Nacho Calero          | Kawasaki     | 19     | +1:03.474   | 18   |        |
| 18  | 74 | Jaimie van Sikkelerus | Honda        | 19     | +1:03.493   | 24   |        |
| 19  | 65 | Michael Canducci      | Yamaha       | 19     | +1:19.274   | 23   |        |
| 20  | 53 | Gianluca Sconza       | Honda        | 19     | +1:22.951   | 25   |        |
| NC  | 30 | Glenn van Straalen    | Kawasaki     | 19     | +1:22.561   | 20   |        |
| DNF | 67 | Gaetan Matern         | Kawasaki     | 8      | Uitgevallen | 27   |        |
| DNF | 40 | Alen Győrfi           | Yamaha       | 7      | Uitgevallen | 26   |        |
| DNF | 39 | Borja Quero           | Yamaha       | 3      | Ongeluk     | 17   |        |
| DNF | 23 | Loïc Arbel            | Yamaha       | 2      | Ongeluk     | 22   |        |
| DNF | 11 | Kyle Smith            | Kawasaki     | 1      | Ongeluk     | 28   |        |
| DNF | 95 | Jules Danilo          | Honda        | 0      | Ongeluk     | 13   |        |
| DNF | 22 | Federico Fuligni      | MV Agusta    | 0      | Uitgevallen | 16   |        |

## Tussenstanden na wedstrijd

### Superbike
| Pos | Nr | Rijder               | Team     | Punten |
| --- | -- | -------------------- | -------- | ------ |
| 1   | 19 | Álvaro Bautista      | Ducati   | 300    |
| 2   | 1  | Jonathan Rea         | Kawasaki | 259    |
| 3   | 60 | Michael van der Mark | Yamaha   | 188    |
| 4   | 22 | Alex Lowes           | Yamaha   | 142    |
| 5   | 91 | Leon Haslam          | Kawasaki | 130    |

### Supersport
| Pos | Nr | Rijder              | Team      | Punten |
| --- | -- | ------------------- | --------- | ------ |
| 1   | 21 | Randy Krummenacher  | Yamaha    | 135    |
| 2   | 64 | Federico Caricasulo | Yamaha    | 118    |
| 3   | 16 | Jules Cluzel        | Yamaha    | 94     |
| 4   | 78 | Hikari Okubo        | Kawasaki  | 59     |
| 5   | 3  | Raffaele De Rosa    | MV Agusta | 58     |

1990 · 2013 · 2014 · 2015 · 2016 · 2017 · 2019 · 2020 · 2021 · 2023 · 2024 · 2025